# 성실론
《성실론(成實論 · Satyasiddhiśāstra)》16권(K-966, T-1646)은 4세기 경에 인도의 승려 하리발마(訶梨跋摩 · Harivarman)가 소승 아비달마의 교의에 만족하지 못하고, 부파 불교의 일파인 경량부(經量部)의 입장에서 저술한 체계적 불교 교의 강요서(綱要書)이다.
"성실론"이라는 낱말 자체의 의미는 "삼장(三藏)에 들어 있는 실의(實義: 진실한 도리)를 밝힌다"는 뜻이다.
후진(後秦)시대에 구마라습(鳩摩羅什 · Kumārajīva)이 411년 10월에서 412년 11월 사이에 한역(漢譯)하였다. 산스크리트어 원전은 전해지지 않고 한역본(漢譯本)만 전해진다. 이후 구마라습 문하의 영재들이 연구하면서 중국 불교의 성실종의 기본 논서가 되었다. 구마라습의 번역 후 200년 동안 불교 교리의 기초학으로서 《성실론》에 대한 연구 · 강술 · 주석이 매우 활발하여 중국 불교의 교리 발전에 커다란 영향을 끼쳤다.

## 구성

### 내용별 구성
《성실론》은 16권 202품으로 구성되어 있는데, 내용별로는 다음의 5취(五聚)로 나뉘어 있다. 이 중에서 첫 번째 발취(發聚)는 불 · 법 · 승의 삼보(三寶)에 대해 논하고 있으며, 나머지 4취는 고 · 집 · 멸 · 도의 사성제(四聖諦) · 팔정도(八正道)에 대해 논하고 있다.
1. 발취(發聚): 제1품 ~ 제35품
2. 고제취(苦諦聚): 제36품 ~ 제94품
3. 집제취(集諦聚): 제95품 ~ 제140품
4. 멸제취(滅諦聚): 제141품 ~ 제154품
5. 도제취(道諦聚): 제155품 ~ 제202품

#### 발취
발취(發聚: 제1품 ~ 제35품)에서는 다음과 같은 구성으로 불(佛) · 법(法) · 승(僧)의 삼보(三寶)에 대해 논하고 있다.
1. 불보론(佛寶論): 제1품 ~ 제5품
2. 법보론(法寶論): 제6품 ~ 제8품
3. 승보론(僧寶論): 제9품 ~ 제18품
4. 십론(十論): 제19품 ~ 제35품

#### 고제취
고제취(苦諦聚: 제36품 ~ 제94품)에서는 다음과 같은 구성으로 색(色) · 수(受) · 상(想) · 행(行) · 식(識)의 오온(五蘊)에 대해 논하고 있다.
1. 색론(色論): 제36품 ~ 제59품
2. 식론(識論): 제60품 ~ 제76품
3. 상론(想論): 제77품
4. 수론(受論): 제78품 ~ 제83품
5. 행음론(行陰論): 제84품 ~ 제94품

#### 집제취
집제취(集諦聚: 제95품 ~ 제140품)에서는 다음과 같은 구성으로 고(苦: 괴로움)의 원인인 업(業)과 번뇌(煩惱)에 대해 논하고 있다.
1. 업론(業論): 제95품 ~ 제120품
2. 번뇌론(煩惱論): 제121품 ~ 제141품

#### 멸제취
멸제취(滅諦聚: 제141품 ~ 제154품)에서는 고(苦: 괴로움)가 제거된 상태인 열반(涅槃), 즉 깨달음에 대해 논하고 있다.

#### 도제취
도제취(道諦聚: 제155품 ~ 제202품)에서는 다음과 같은 구성으로 열반(涅槃), 즉 깨달음을 성취하는 수단 또는 길(道)인 선정(定)과 지혜(智)에 대해 논하고 있다.
1. 정론(定論): 제115품 ~ 제188품
2. 지론(智論): 제189품 ~ 제202품

### 권별 구성
《성실론》은 16권 202품으로 구성되어 있다.
1. 제1권
  1. 발취 중 불보론 초 구족품(發聚中佛寶論初具足品)
  2. 십역품(十力品)
  3. 사무외품(四無畏品)
  4. 십호품(十號品)
  5. 삼불호품(三不護品)
  6. 법보론 초 삼선품(法寶論初三善品)
  7. 중법품(眾法品)
  8. 십이부경품(十二部經品)
  9. 승보론 초 청정품(僧寶論初清淨品)
  10. 분별현성품(分別賢聖品)
  11. 복전품(福田品)
  12. 길상품(吉祥品)
2. 제2권
  1. 입론품(立論品)
  2. 논문품(論門品)
  3. 찬론품(讚論品)
  4. 사법품(四法品)
  5. 사제품(四諦品)
  6. 법취품(法聚品)
  7. 십론 초 유상품(十論初有相品)
  8. 무상품(無相品)
  9. 이세유품(二世有品)
  10. 이세무품(二世無品)
  11. 일체유무품(一切有無品)
3. 제3권
  1. 유중음품(有中陰品)
  2. 무중음품(無中陰品)
  3. 차제품(次第品)
  4. 일시품(一時品)
  5. 퇴품(退品)
  6. 불퇴품(不退品)
  7. 심성품(心性品)
  8. 상응불상응품(相應不相應品)
  9. 과거업품(過去業品)
  10. 변삼보품(辯三寶品)
  11. 무아품(無我品)
  12. 유아무아품(有我無我品)
  13. 고제취 색론 중 색상품(苦諦聚色論中色相品)
  14. 색명품(色名品)
  15. 사대가명품(四大假名品)
  16. 사대실유품(四大實有品)
  17. 비피증품(非彼證品)
  18. 명본종품(明本宗品)
  19. 무견상품(無堅相品)
  20. 유견상품(有堅相品)
  21. 사대상품(四大相品)
4. 제4권
  1. 근가명품(根假名品)
  2. 분별근품(分別根品)
  3. 근등대품(根等大品)
  4. 근무지품(根無知品)
  5. 근진합이품(根塵合離品)
  6. 문성품(聞聲品)
  7. 문향품(聞香品)
  8. 각촉품(覺觸品)
  9. 의품(意品)
5. 제5권
  1. 근불정품(根不定品)
  2. 색입상품(色入相品)
  3. 성상품(聲相品)
  4. 향상품(香相品)
  5. 미상품(味相品)
  6. 촉상품(觸相品)
  7. 고제취 식론 중 입무수품(苦諦聚識論中立無數品)
  8. 입유수품(立有數品)
  9. 비무수품(非無數品)
  10. 비유수품(非有數品)
  11. 명무수품(明無數品)
  12. 무상응품(無相應品)
  13. 유상응품(有相應品)
  14. 비상응품(非相應品)
  15. 다심품(多心品)
  16. 일심품(一心品)
  17. 비다심품(非多心品)
  18. 비일심품(非一心品)
  19. 명다심품(明多心品)
  20. 식잠주품(識暫住品)
  21. 식무주품(識無住品)
  22. 식구생품(識俱生品)
  23. 식불구생품(識不俱生品)
6. 제6권
  1. 고제취 중 상음품(苦諦聚中想陰品)
  2. 고제취 수론 중 수상품(苦諦聚受論中受相品)
  3. 행고품(行苦品)
  4. 괴고품(壞苦品)
  5. 변삼수품(辯三受品)
  6. 문수품(問受品)
  7. 오수근품(五受根品)
  8. 고제취 행음론 중 사품(苦諦聚行陰論中思品)
  9. 촉품(觸品)
  10. 염품(念品)
  11. 욕품(欲品)
  12. 희품(喜品)
  13. 신품(信品)
  14. 근품(勤品)
  15. 억품(憶品)
  16. 각관품(覺觀品)
  17. 여심수품(餘心數品)
7. 제7권
  1. 불상응행품(不相應行品)
  2. 집제취 업론 중 업상품(集諦聚業論中業相品)
  3. 무작품(無作品)
  4. 고불고품(故不故品)
  5. 경중죄품(輕重罪品)
  6. 대소이업품(大小利業品)
  7. 삼업품(三業品)
  8. 사행품(邪行品)
  9. 정행품(正行品)
  10. 계업품(繫業品)
8. 제8권
  1. 삼보업품(三報業品)
  2. 삼수보업품(三受報業品)
  3. 삼장품(三障品)
  4. 사업품(四業品)
  5. 오역품(五逆品)
  6. 오계품(五戒品)
  7. 육업품(六業品)
  8. 칠불선율의품(七不善律儀品)
  9. 칠선율의품(七善律儀品)
  10. 팔계재품(八戒齋品)
  11. 팔종어품(八種語品)
  12. 구업품(九業品)
  13. 십불선도품(十不善道品)
9. 제9권
  1. 십선도품(十善道品)
  2. 과환품(過患品)
  3. 삼업경중품(三業輕重品)
  4. 명업인품(明業因品)
  5. 집제취 중 번뇌론 초 번뇌상품(集諦聚中煩惱論初煩惱相品)
  6. 탐상품(貪相品)
  7. 탐인품(貪因品)
  8. 탐과품(貪過品)
  9. 단탐품(斷貪品)
  10. 진에품(瞋恚品)
  11. 무명품(無明品)
10. 제10권
  1. 교만품(憍慢品)
  2. 의품(疑品)
  3. 신견품(身見品)
  4. 변견품(邊見品)
  5. 사견품(邪見品)
  6. 이취품(二取品)
  7. 수번뇌품(隨煩惱品)
  8. 불선근품(不善根品)
  9. 잡번뇌품(雜煩惱品)
  10. 구결품(九結品)
11. 제11권
  1. 잡문품(雜問品)
  2. 단과품(斷過品)
  3. 명인품(明因品)
  4. 멸제취 초 입가명품(滅諦聚初立假名品)
  5. 가명상품(假名相品)
  6. 파일품(破一品)
  7. 파이품(破異品)
  8. 파불가설품(破不可說品)
  9. 파무품(破無品)
  10. 입무품(立無品)
  11. 파성품(破聲品)
  12. 파향미촉품(破香味觸品)
  13. 파의식품(破意識品)
  14. 파인과품(破因果品)
  15. 세제품(世諦品)
12. 제12권
  1. 멸법심품(滅法心品)
  2. 멸진품(滅盡品)
  3. 도제취 정론 중 정인품(道諦聚定論中定因品)
  4. 정상품(定相品)
  5. 삼삼매품(三三昧品)
  6. 사수정품(四修定品)
  7. 사무량정품(四無量定品)
  8. 오성지삼매품(五聖枝三昧品)
  9. 육삼매품(六三昧品)
  10. 칠삼매품(七三昧品)
  11. 팔해탈품(八解脫品)
  12. 팔승품(八勝品)
  13. 초선품(初禪品)
13. 제13권
  1. 이선품(二禪品)
  2. 삼선품(三禪品)
  3. 사선품(四禪品)
  4. 무변공처품(無邊空處品)
  5. 삼무색정품(三無色定品)
  6. 멸진정품(滅盡定品)
  7. 십일체처품(十一切處品)
  8. 무상상품(無常想品)
  9. 고상품(苦想品)
  10. 무아상품(無我想品)
14. 제14권
  1. 식염상품(食厭想品)
  2. 일체세간불가악상품(一切世間不可樂想品)
  3. 불정상품(不淨想品)
  4. 사상품(死想品)
  5. 후삼상품(後三想品)
  6. 정구중초오정구품(定具中初五定具品)
  7. 악각품(惡覺品)
  8. 선각품(善覺品)
  9. 후오정구품(後五定具品)
  10. 출입식품(出入息品)
  11. 정난품(定難品)
15. 제15권
  1. 지관품(止觀品)
  2. 수정품(修定品)
  3. 도제취 지론 중 지상품(道諦聚智論中智相品)
  4. 견일제품(見一諦品)
  5. 일체연품(一切緣品)
16. 제16권
  1. 성행품(聖行品)
  2. 견지품(見智品)
  3. 삼혜품(三慧品)
  4. 사무애품(四無礙品)
  5. 오지품(五智品)
  6. 육통지품(六通智品)
  7. 인지품(忍智品)
  8. 구지품(九智品)
  9. 십지품(十智品)
  10. 사십사지품(四十四智品)
  11. 칠십칠지품(七十七智品)

## 내용
《성실론》에서는 우주의 모든 현상은 가(假)로 존재하는 것이므로 결국 공(空)에 돌아가는 것이라고 논정(論定)하고, 이러한 관(觀)을 통해 사성제(四聖諦)의 참된 뜻을 체달하며, 팔정도(八正道)에 의하여 온갖 번뇌를 멸하고 무여열반(無餘涅槃)의 경지에 이른다고 논술한다.

## 평가
《성실론》에는 대승(大乘) 일반에게 설교되는 "인법2공(人法二空)"이나 "제법(諸法)은 세속제(世俗諦)에서는 공(空)이다"라는 이제설(二諦說)을 주장하는 등 대승적인 교리해설이 이루어져 있다. 때문에 중국 양나라의 법운(法雲: 467–529) · 승민(僧旻: 467–527) · 지장(智藏: 458–522)의 3대법사는 《성실론》을 대승서(大乘書)로 간주했다. 그러나 수나라 시대에 이르러 천태종의 지의(智顗: 538-597)나 삼론종의 길장(吉藏: 549-623) 등은 《성실론》을 소승서(小乘書)로 단정하였다. 도선과 원조는 《성실론》을 분통대승서(分通大乘書)라고 하였다.

## 같이 보기
- 경량부
- 설일체유부

## 참고 문헌
- 이 문서에는 다음커뮤니케이션(현 카카오)에서 GFDL 또는 CC-SA 라이선스로 배포한 글로벌 세계대백과사전의 내용을 기초로 작성된 글이 포함되어 있습니다.
- (한문) 구마라습역. 《성실론(成實論)》, 대정신수대장경, T32 No.1646. 2011년 3월 12일에 확인.